# Orval (formatge)
La fabricació de formatge d'Orval comença  l'any 1928, dos anys després del retorn dels monjos a l'abadia del mateix nom.
Aquest formatge trapenc es fabrica amb llet sencera pasteuritzada al país gaumais. La seva pasta premsada no cuita, de coagulació enzimàtica i quall animal amb l'escorça rentada, es caracteritza per la seva cremositat. És similar a un port-salut.
El formatge d'Orval porta el logotip Authentic Trappist Product que garanteix que el producte és fabricat en una abadia trapenca, fet o sota el control dels monjos, i una porció dels ingressos de la seva comercialització està dedicat a obres de caritat.